# Federigo Enriques

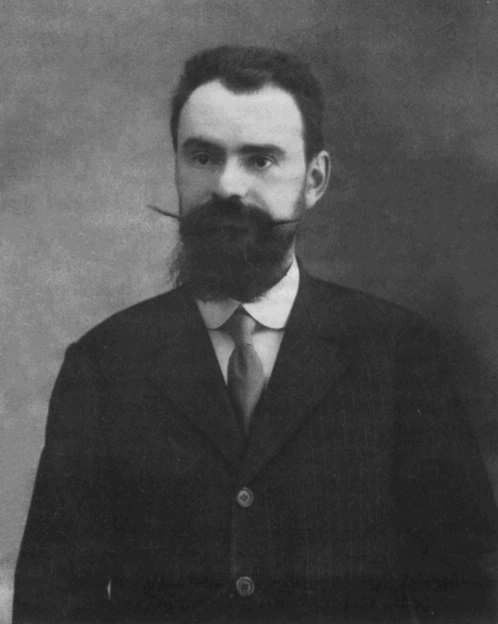
Federigo Enriques

Federigo Enriques (Livorno, 5 januari 1871 – Rome 14 juni 1946) was een Italiaans wiskundige. 
Hij is voornamelijk bekend omdat hij als eerste een classificatie van algebraïsche oppervlakken gaf in de birationale meetkunde. Hij leverde ook andere bijdragen aan de algebraïsche meetkunde. Samen met Francesco Severi won hij de Bordin- prijs van de Franse Academie van Wetenschappen.